# Hypsirhynchus parvifrons
Espèce
Synonymes
- Dromicus parvifrons Cope, 1862
- Leimadophis parvifrons (Cope, 1862)
- Dromicus protenus Jan, 1867
- Leimadophis alleni Dunn, 1920
- Leimadophis parvifrons niger Dunn, 1920
- Leimadophis tortuganus Dunn, 1920
- Dromicus parvifrons rosamondae Cochran, 1934
- Leimadophis parvifrons lincolni Cochran, 1941
- Dromicus parvifrons paraniger Thomas & Schwartz, 1965
- Dromicus parvifrons stygius Thomas & Schwartz, 1965

Hypsirhynchus parvifrons  est une espèce de serpents de la famille des Dipsadidae.

## Répartition
Cette espèce se rencontre à Hispaniola et aux Bahamas.

## Sous-espèces
Selon The Reptile Database (3 septembre 2013) :
- Hypsirhynchus parvifrons alleni (Dunn, 1920)
- Hypsirhynchus parvifrons lincolni (Cochran, 1941)
- Hypsirhynchus parvifrons niger (Dunn, 1920)
- Hypsirhynchus parvifrons paraniger (Thomas & Schwartz, 1965)
- Hypsirhynchus parvifrons parvifrons (Cope, 1862)
- Hypsirhynchus parvifrons protenus (Jan, 1867)
- Hypsirhynchus parvifrons rosamondae (Cochran, 1934)
- Hypsirhynchus parvifrons stygius (Thomas & Schwartz, 1965)
- Hypsirhynchus parvifrons tortuganus (Dunn, 1920)

## Publications originales
- Cochran, 1934 : Herpetological collections made in Hispaniola by the Utowana Expedition, 1934. Occasional Papers of the Boston Society of Natural History, vol. 8, p. 163-188 (texte intégral).
- Cochran, 1941 : The Herpetology of Hispaniola. United States National Museum Bulletin, vol. 177, p. 1-398 (texte intégral).
- Cope, 1863 "1862"  : Synopsis of the species of Holcosus and Ameiva, with diagnoses of new West Indian and South American Colubridae. Proceedings of the Academy of Natural Sciences of Philadelphia, vol. 14, p. 60-82 (texte intégral).
- Dunn, 1920 : On the Haitian Snakes of the Genera Leimadophis and Uromacer. Proceedings of the New England Zoölogical Club, vol. 7, p. 37-44 (texte intégral).
- Jan, 1867 : Iconographie générale des ophidiens. J.B. Bailière et Fils, Paris, Livraison 25 (texte intégral).
- Thomas & Schwartz, 1965 : Hispaniolan snakes of the genus Dromicus (Colubridae). Revista de biologia tropical, vol. 13, no 1, p. 58-83 (texte intégral).